# Listrura boticario
O único exemplar do peixe Listrura boticario, que pertence ao grupo dos siluriformes, o mesmo dos bagres, mandis e pintados, foi encontrado em 1994 pelos pesquisadores Mário de Pinna e Wolmar Wosiacki em uma poça marginal de um rio de corredeira que passa na Reserva Natural Salto Morato, Guaraqueçaba, Paraná.